# Guily Joffrin
Pour les articles homonymes, voir Joffrin.
 (novembre 2012).
Si vous disposez d'ouvrages ou d'articles de référence ou si vous connaissez des sites web de qualité traitant du thème abordé ici, merci de compléter l'article en donnant les références utiles à sa vérifiabilité et en les liant à la section « Notes et références ».

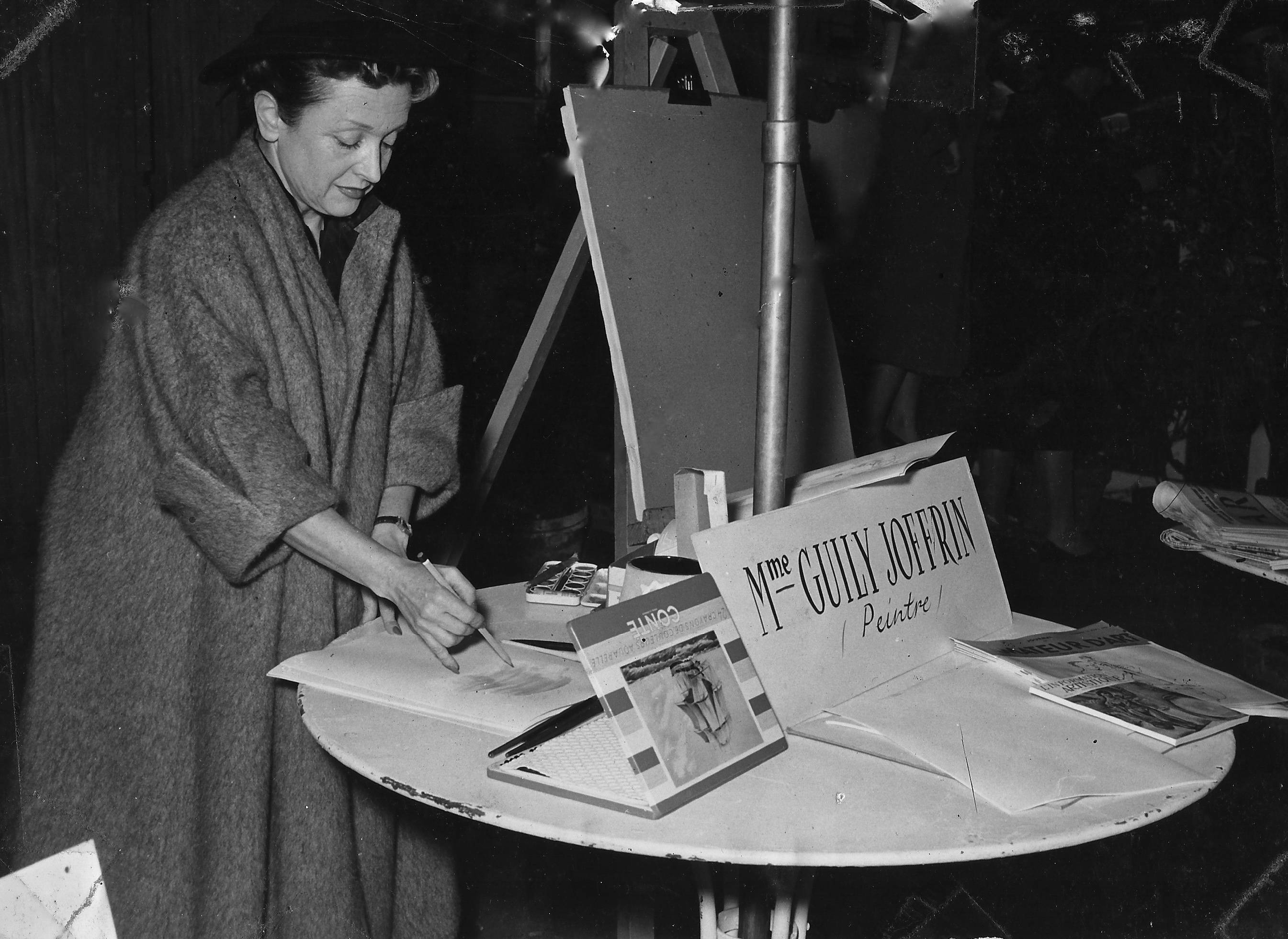
Guily Joffrin au travail vers 1960

Guily Joffrin (Paris, 30 juillet 1909 - Lesneven, 29 novembre 2006) est une peintre française.

## Biographie
Entrée première à l'École supérieure Sophie-Germain, reçue en 1928 à l'École des Beaux-Arts de Paris dans l'atelier de Lucien Simon, elle y travaille plusieurs années aux côtés de Rhoner, Humblot, Jacques Despierre, Lucien Fontanarosa, etc.
Elle y prépare conjointement les diplômes de professeur de dessin de la ville de Paris et de l'État qu'elle passe avec succès. Elle enseigne à Paris, Aurillac ainsi qu'à l'École normale de cette ville. Dès 1945, elle quitte l'enseignement pour se consacrer uniquement à sa carrière de peintre et d'illustrateur.
Le visage humain l'intéresse tout particulièrement, elle réalise de nombreux portraits notamment de personnalités des arts et des lettres Paul Guth, Suzanne Flon, Yvette Alde, Madeleine Robinson, etc.
Une grande partie de son œuvre est vouée à des compositions dans lesquelles le nu féminin tient une place importante.
Il lui a été demandé d'illustrer de nombreux livres et a composé des vitraux pour deux églises de Bretagne.

## Musées
- Collections de la ville de Paris.
- Collections de l'État.
- Musée des Sables-d'Olonne.
- Musée du Petit Palais de Genève.
- Musée d'art et d'archéologie d'Aurillac.
- Musée de Fontainebleau.
- Musée de Brest.

## Prix et médailles
- Prix de la Société nationale des Beaux-Arts de Paris.
- Médaille d'argent Art, Sciences et Lettres.
- Médaille d'or du salon de Montrouge.
- Prix Chenavarod.
- Prix Madeleine Bunoust.
- Prix du Conseil général de Fontainebleau.
- Diplôme d'honneur du Festival européen de l'art en Ardennes.

## Expositions particulières
Entre 1944 et 1995, plus d'une quarantaine d'expositions en France à Paris, Aurillac, Rennes, Strasbourg, Reims, Rodez, Toulouse, Barbizon, Saint-Paul-de-Vence, Cannes…
et à l'étranger à Genève, Vevey, San Francisco, Tokyo.